# Bonga (Äthiopien)
Bonga ist eine Stadt im Südwesten Äthiopiens und seit 2021 die Hauptstadt der Region der südwestäthiopischen Völker. Der Ort war lange Hauptstadt des historischen Königreichs Kaffa.

## Einwohnerentwicklung
1938 hatte Bonga 3000 Einwohner, von denen 200 Kaffa waren.

## Sehenswürdigkeiten
2009 wurde mit der Errichtung eines nationalen Kaffee-Museums begonnen. Seit Juni 2010 ist eine Waldfläche bei Bonga als UNESCO-Biosphärenreservat anerkannt. Das Kafa-Biosphärenreservat betrifft vor allem den Schutz der verbliebenen Wälder Südwest-Äthiopiens, aus denen die Kaffee-Sträucher, insbesondere der Arabica-Kaffee stammen sollen.